# IC 690
IC 690 ist eine linsenförmige Galaxie vom Hubble-Typ S0-a im Sternbild Becher südlich des Himmelsäquators. Sie ist schätzungsweise 268 Millionen Lichtjahre von der Milchstraße entfernt.
Das Objekt wurde am 13. Mai 1893 von dem französischen Astronomen Stéphane Javelle entdeckt.